# 호소노 고시
호소노 고시(細野豪志, ほその ごうし, 1971년 8월 21일 ~)는 일본의 정치인으로 중의원 의원이다. 민주당 정권 하에서 환경대신과 내각부 특명담당대신을 맡은 바 있다. 과거 민주당 내에서 보수적 색채가 강하다고 평가받았으며 희망의 당 창당에 적극적으로 참여하기도 하였다.

## 생애
교토부 아야베시 출신으로, 시가현 오미하치만시에서 성장하였다. 교토 대학 법학부를 다녔으며, 졸업 후 UFJ 종합 연구소 (지금의 미쓰비시 UFJ 리서치 & 컨설팅, 三菱UFJリサーチ&コンサルティング)에서 연구원으로 있었다.
2000년 제42회 중의원 선거에 민주당 공인으로 시즈오카 7구에 출마해 첫 당선되었으며, 2003년 제43회 중의원 선거에서는 시즈오카 5구에 출마해 재선되었다. 마에하라 세이지가 민주당 대표가 되자, 당역원실장 (党役員室長) 을 맡았고, 오자와 이치로가 후임 민주당 대표가 됐을 때도 계속해서 역원실장을 맡았다. 2006년, TBS의 지쿠시 데쓰야 NEWS23 캐스터 (筑紫哲也 NEWS23) 야마모토 모나 (山本モナ) 와의 불륜사진이 사진주간지 프라이데이 (フライデー) 에 보도되어 민주당 조사 회장 대리 직에서 물러났다.
2009년 제45회 중의원 선거에서 시즈오카현 제5구에 출마해 4선에 성공하였다. 2011년 간 나오토 내각에서 사회 보장 세금 일체 개혁 실천 및 국회 대책을 담당하는
내각총리대신 보좌관에 기용되었으며, 이 해 4월 원자력 발전소 사고 전반에 대한 대응 및 홍보 담당이 되었다.
2011년 6월, 국무대신에 임명되었으며, 내각부 특명담당대신 (소비자 및 식품 안전) 및 절전 계발 담당 , 원자력 발전소 사고의 수습, 재발 방지를 담당하게 되었다.
2021년 11월 5일 그는 정식으로 자유민주당에 가입했다.